# Rock Bay (British Columbia)
Rock Bay ist eine kleine Siedlung, an der Ostküste von Vancouver Island an der Johnstone Strait gegenüber von East Thurlow Island in British Columbia. Sie liegt im Strathcona Regional District, etwa 50 Kilometer östlich von Sayward bzw. etwa 60 Kilometer nördlich von Campbell River. Die Siedlung liegt am Rande des Rock Bay Marine Provincial Park.
Die Gemeinde liegt auf einer Höhe von 27 m über dem Meer und hat ungefähr 80 Einwohner.
Die Vorwahlnummern sind 250 und 778 und es gilt die Pacific Standard Time.
Die Siedlung an der Nordostküste von Vancouver Island sollte nicht mit dem Stadtteil (Neighbourhood) Rock Bay von Victoria verwechselt werden.